# 費爾維尤 (肯塔基州克里斯蒂安縣)
費爾維尤（英語：Fairview）是位於美國肯塔基州克里斯蒂安縣和托德縣的一個人口普查指定地區。

## 人口
根據2020年美國人口普查的數據，費爾維尤的面積為3.13平方千米，當中陸地面積為3.13平方千米，而水域面積為0.00平方千米。當地共有人口258人，而人口密度為每平方千米82.43人。